# دهستان باغلق
دهستان باغلق نام دهستانی در بخش راز و جرگلان شهرستان راز و جرگلان، استان خراسان شمالی در ایران است. براساس سرشماری مرکز آمار ایران در سال ۱۳۸۵، جمعیت آن  نفر ( خانوار) بوده‌است.